# Cheumatopsyche campyla
Cheumatopsyche campyla är en nattsländeart som beskrevs av Ross 1938. Cheumatopsyche campyla ingår i släktet Cheumatopsyche och familjen ryssjenattsländor. Inga underarter finns listade i Catalogue of Life.